# Palesisa deserticola
Palesisa deserticola là một loài ruồi trong họ Tachinidae.